# Кечолли
Кечолли (аст. Quecholli, в переводе: «Драгоценное перо») — четырнадцатый двадцатидневный месяц («вейнтена») ацтекского календаря шиупоуалли, длившийся примерно с 31 октября по 19 ноября. Также название праздника, посвящённого божествам Мишкоатлю и Камаштли, каждый год проводившегося в этом месяце.

## Календарь
Календарь ацтеков состоял из двух циклов: шиупоуалли (аст. xiuhpohualli, что значит «счёт лет», соответствует хаабу у майя) и ритуального 260-дневного тональпоуалли (аст. tonalpohualli, что значит «счёт дней» или «счёт судеб», соответствует цолькину у майя). Шиупоуалли и тональпоуалли совпадали каждые 52 года, образуя так называемый «век», называвшийся «Новым Огнём». Ацтеки верили, что в конце каждого такого 52-летнего цикла миру угрожает опасность быть уничтоженным, поэтому начало нового ознаменовывалось особыми торжествами. Сто «веков», в свою очередь, составляли 5200-летнюю эру, называвшуюся «Солнцем».
365-дневный шиупоуалли состоял из 18 двадцатидневных «месяцев» (или veintenas) плюс дополнительные 5 дней в конце года. В некоторых описаниях календаря ацтеков говорится, что он также включал високосный год, который позволял календарному циклу оставаться в соответствии с одними и теми же аграрными циклами из года в год. Однако в других описаниях говорится, что високосный год был неизвестен ацтекам, и что соотношение месяцев и астрономического года со временем менялось.

## Праздник
Мишкоатль являлся божеством охоты и отождествлялся с бурей и грозовой тучей, где молнии являлись его стрелами. Часто изображался в виде оленя. Иногда его ассоциировали с Камаштли, богом охоты, войны и судьбы, который разжёг первый огонь, использовав для этого небесный свод, одним из четырёх богов, создавших мир. Камаштли отводил воинов, убитых в битвах и во время человеческих жертвоприношений, на восточное небо, где они становились звёздами.
Кечолли был месяцем почитания предков, когда ацтеки вспоминали своих предков-чичимеков, отдавая дань уважения богу охоты. Во время двухдневного празднования Кечолли охотники жертвовали Мишкоатлю свою кровь. Первые пять дней месяца проходили без гуляний. По прошествии этих пяти дней ацтеки приносили своих детей в храмы, чтобы ритуально пустить им кровь, проколов мочки ушей. Кровь жертвовалась духам оленей, которых убивали во время последующей ритуальной охоты. По большей части охота в обществе ацтеков была сведена к развлечению знати, и лишь некоторые из них занимались доставкой оленины на рынки. Однако во времена Кечолли многие мужчины участвовали в охоте на оленей в память о более древней стороне своего наследия. Даже мужчины, которые воздерживались от охоты, должны были проводить некоторое время на открытом воздухе.
Помимо настоящей охоты на оленей, на Кечолли устраивалась символическая охота. Мужчину и женщину, наряженных в оленьи шкуры и рога, загоняли, а после поимки отводили в храм и приносили в жертву Мишкоатлю. Женщину убивали, четыре раза ударив её головой о камень и отрезав голову; затем мужчина показывал её голову собравшимся, после чего ему вырывали сердце. Их мясо ритуально поедалось.